# Капранов, Михаил Михайлович
Михаил Михайлович Капранов (род. 26 июня 1962) — российский математик, специалист в области алгебраической геометрии, математической физики и теории категорий.
Окончил Московскую среднюю школу № 57, мехмат МГУ (1982) и аспирантуру Математического института имени Стеклова АН СССР, защитив кандидатскую диссертацию «Производные категории когерентных пучков на однородных пространствах» (1988); работал там же.
В 1990—1991 годы — в Корнеллском университете; с 1991 года — в Северо-Западном университете: ассистент-профессор, ассоциированный профессор (1993), полный профессор (1995). С 1999 года по 2003 год — профессор Университета Торонто; в 2003—2014 годы — профессор Йельского университета. С 2014 года — профессор токийского Института физики и математики Вселенной имени Кавли.

## Избранная библиография
- М. М. Капранов, В. А. Воеводский. ∞-группоиды как модель для гомотопической категории // Успехи математических наук. — 1990. — Т. 45, № 5. — С. 239—240. — doi:10.1070/RM1990v045n05ABEH002673. — известная работа по соответствию между CW-комплексами и высшими группоидами, к результатам которой был найден контрпример.
- Israel M. Gelfand, Mikhail M. Kapranov & Andrei V. Zelevinsky: Discriminants, Resultants, and Multidimensional Determinants, Birkhauser, Boston 1994. («Дискриминанты, результанты и многомерные детерминанты», индекс цитирования — свыше 3 тыс.)
- Israel M. Gelfand, Mikhail M. Kapranov, and Andrei V. Zelevinsky, Discriminants, resultants and multidimensional determinants, Modern Birkhäuser Classics, Birkhäuser Boston Inc., Boston, MA, 2008, 523 p. Reprint of the 1994 edition.
- I. M. Gel’fand, A. V. Zelevinskii, M. M. Kapranov, «Discriminants of polynomials in several variables and triangulations of Newton polyhedra», Algebra i Analiz, 2:3 (1990), 1-62
- A. I. Bondal, M. M. Kapranov, «Enhanced triangulated categories», Mat. Sb., 181:5 (1990), 669—683
- A. I. Bondal, M. M. Kapranov, «Representable functors, Serre functors, and mutations», Izv. Akad. Nauk SSSR Ser. Mat., 53:6 (1989), 1183—1205
- Alexey Bondal, Mikhail Kapranov, Vadim Schechtman, «Perverse schobers and birational geometry», Selecta Math. (N.S.), 24:1 (2018), 85-143